# Justice Cunningham
Justice Cunningham (Pageland, 14 gennaio 1991) è un giocatore di football americano statunitense che milita nel ruolo di tight end nella National Football League (NFL). Fu scelto nel corso del settimo giro (254º assoluto) del Draft NFL 2013 dagli Indianapolis Colts. Al college ha giocato a football alla South Carolina University.

## Carriera professionistica

### Indianapolis Colts
Cunningham fu scelto nel corso del settimo giro del Draft 2013 dagli Indianapolis Colts, ultima selezione assoluta del draft, vincendo la dubbia distinzione di "Mr. Irrelevant". Il novembre fu promosso nel roster attivo e debuttò come professionista nella settimana 12 contro gli Arizona Cardinals ricevendo un passaggio da 4 yard da Andrew Luck.

### St. Louis Rams
Il 31 dicembre 2013, Cunningham firmò coi St. Louis Rams.